# Мексико на Светском првенству у атлетици на отвореном 2023.
Мексико је на 19. Светском првенству у атлетици на отвореном 2023. одржаном у Будимпешти од 19. до 27. августа учествовао деветнаести пут, односно, учествовао је на свим првенствима до данас. Репрезентацију Мексика представљало је 24 такмичара (12 мушкараца и 12 жена) који су се такмичили у 13 дисциплина (6 мушких и 7 женских). , 
На овом првенству такмичари Мексика нису освојили ниједну медаљу. У табели успешности према броју и пласману такмичара који су учествовали у финалним такмичењима (првих 8 такмичара) Мексико је са 1 учесником у финалу делило 65. место са 4 бода. 
| Пл.  | Земља   | 1. место | 2. место | 3. место | 4. место | 5. место | 6. место | 7. место | 8. место | Бр. фин. | Бод. |
| ---- | ------- | -------- | -------- | -------- | -------- | -------- | -------- | -------- | -------- | -------- | ---- |
| =65. | Мексико | 0        | 0        | 0        | 0        | 1        | 0        | 0        | 0        | 1        | 4    |

## Учесници
| Мушкарци: - Хозе Луис Сантана Марин — Маратон - Патрисио Кастиљо — Маратон - Андрес Едуардо Оливас Нуњез — 20 км ходање - Ноел Чама — 20 км ходање - Хосе Луис Доктор — 20 км ходање - Рикардо Ортиз — 35 км ходање - Евер Хаир Палма Оливарес — 35 км ходање - Хосе Лејвер — 35 км ходање - Едгар Ривера — Скок увис - Ерик Портиљо — Скок увис - Узиел Муњоз — Бацање кугле - Дијего дел Реал — Бацање кладива | Жене: - Сесилија Тамајо Гарза — 200 м - Паола Моран — 400 м - Алма Делија Кортес — 1.500 м - Лаура Галван — 5.000 м - Citlali Cristian Moscote — Маратон - Риспер Гесабва — Маратон - Аргентина Валдепењас Церна — Маратон - Алегна Гонзалез — 20 км ходање - Софија Рамос Родригез — 20 км ходање - Валерија Ортуно — 20 км ходање - Алехандра Ортега — 35 км ходање - Илсе Гереро — 35 км ходање |

## Резултати

### Мушкарци
| Атлетичар                   | Дисциплина     | Лични рекорд | Квалификације     | Квалификације     | Полуфинале   | Полуфинале   | Финале                | Финале       | Детаљи |
| Атлетичар                   | Дисциплина     | Лични рекорд | Резултат          | Место             | Резултат     | Место        | Резултат              | Место        | Детаљи |
| --------------------------- | -------------- | ------------ | ----------------- | ----------------- | ------------ | ------------ | --------------------- | ------------ | ------ |
| Хозе Луис Сантана Марин     | Маратон        | 2:10:54      |                   |                   |              |              | 2:15:51               | 32 / 60 (85) |        |
| Патрисио Кастиљо            | Маратон        | 2:10:40      | Није завршио трку | Није завршио трку |              |              |                       |              |        |
| Андрес Едуардо Оливас Нуњез | 20 км ходање   | 1:19:54      | 1:19:55 ЛРС       | 18 / 47 (50)      |              |              |                       |              |        |
| Ноел Чама                   | 20 км ходање   | 1:20:23      | 1:21:51           | 25 / 47 (50)      |              |              |                       |              |        |
| Хозе Луис Доктор            | 20 км ходање   | 1:19:41      | 1:23:35           | 32 / 47 (50)      |              |              |                       |              |        |
| Рикардо Ортиз               | 35 км ходање   | 2:27:11      | 2:29:14 ЛРС       | 11 / 33 (49)      |              |              |                       |              |        |
| Евер Хаир Палма Оливарес    | 35 км ходање   | 2:27:55      | 2:39:40 ЛРС       | 29 / 33 (49)      |              |              |                       |              |        |
| Хосе Лејвер                 | 35 км ходање   | 2:31:28      | 2:41:34           | 31 / 33 (49)      |              |              |                       |              |        |
| Едгар Ривера                | Скок увис      | 2,31 НР      | 2,25              | 7. у гр. Б        |              |              | Нису се квалификовали | 13 / 35 (36) |        |
| Ерик Портиљо                | Скок увис      | 2,28         | 2,18              | 13. у гр. А       | 28 / 35 (36) |              | Нису се квалификовали |              |        |
| Узиел Муњоз                 | Бацање кугле   | 21,88 НР     | 20,62             | 7. у гр. Б        | 15 / 35 (37) |              | Нису се квалификовали |              |        |
| Дијего дел Реал             | Бацање кладива | 78,68 НР     | 74,91 кв          | 6. у гр. Б        | 72,56        | 12 / 33 (35) |                       |              |        |

### Жене
| Атлетичарка                | Дисциплина   | Лични рекорд | Квалификације   | Квалификације | Полуфинале            | Полуфинале            | Финале                | Финале       | Детаљи |
| Атлетичарка                | Дисциплина   | Лични рекорд | Резултат        | Место         | Резултат              | Место                 | Резултат              | Место        | Детаљи |
| -------------------------- | ------------ | ------------ | --------------- | ------------- | --------------------- | --------------------- | --------------------- | ------------ | ------ |
| Сесилија Тамајо Гарза      | 200 м        | 22,45 НР     | 23,25           | 5. у гр. 5    | Није се квалификовала | Није се квалификовала | Није се квалификовала | 30 / 44 (45) |        |
| Паола Моран                | 400 м        | 50,85        | 51,59 КВ        | 1. у гр. 3    | 51,46                 | 6. у гр. 1            | Није се квалификовала | 17 / 48      |        |
| Алма Делија Кортес         | 1.500 м      | 4:06,06      | 4:06,03 ЛР      | 8. у гр. 1    | Није се квалификовала | Није се квалификовала | Није се квалификовала | 30 / 55 (56) |        |
| Лаура Галван               | 5.000 м      | 14:49,34 НР  | 14:43,94 НР, ЛР | 8. у гр. 2    |                       |                       | 14:59,32(.313)        | 10 / 38 (40) |        |
| Citlali Cristian Moscote   | Маратон      | 2:24:53      |                 |               |                       |                       | 2:26:33               | 34 / 65 (78) |        |
| Риспер Гесабва             | Маратон      | 2:26:55      | 2:38:29         | 44 / 65 (78)  |                       |                       |                       |              |        |
| Аргентина Валдепењас Церна | Маратон      | 2:35:16      | 2:43:35         | 56 / 65 (78)  |                       |                       |                       |              |        |
| Алегна Гонзалез            | 20 км ходање | 1:26:59      | 1:27:36         | 5 / 40 (48)   |                       |                       |                       |              |        |
| Софија Рамос Родригез      | 20 км ходање | 1:31:41      | 1:37:49         | 36 / 40 (48)  |                       |                       |                       |              |        |
| Валерија Ортуно            | 20 км ходање | 1:29:11      | 1:40:53         | 40 / 40 (48)7 |                       |                       |                       |              |        |
| Алехандра Ортега           | 35 км ходање | 2:53:01      | 2:50:44 НР, ЛР  | 12 / 36 (47)  |                       |                       |                       |              |        |
| Илсе Гереро                | 35 км ходање | 2:53:48      | 3:03:41 ЛРС     | 30 / 36 (47)  |                       |                       |                       |              |        |